# Estación de Torcy
Torcy es una estación de la línea A de RER situada en el municipio homónimo (departamento de Sena y Marne).
La estación forma parte de un tramo de línea construido por la RATP en el marco de la creación del RER, y cuando abrió en 1980 se llamaba Torcy-Marne la Vallée, hasta que al ampliarse la línea se cambió el nombre por el actual de Torcy.

## Servicios ferroviarios
Está servida por los trenes de la línea que toman el ramal A4, algunos de los cuales terminan su recorrido aquí. Desde la estación se llega a:
- Châtelet-Les Halles: 30 min con trenes cada 3-5 min en hora punta por la mañana, 10 min en hora valle.
- Marne la Vallée-Chessy: 10 min con trenes cada 10 min en hora punta o 20 min en hora valle.

Por la noche, en ausencia de RER es posible llegar a París con los autobuses de la red Noctilien N34 y N130.
| destino/origen             | < estación |  | estación >          | origen/destino            |
| -------------------------- | ---------- |  | ------------------- | ------------------------- |
| A3 Cergy-Le Haut A5 Poissy | Lognes     |  | Bussy-Saint-Georges | Marne la Vallée-Chessy A4 |

### Trenes en dirección este
En función de la hora circulan trenes con códigos diferentes. Parte salen de esta estación y parte proceden de la estación de Marne la Vallée-Chessy. En general en hora valle todos los trenes son ómnibus, efectúan parada en todas las estaciones, y en hora punta son semidirectos alternando diferentes esquemas de paradas donde se saltan 1, 2, 3 o hasta 4 paradas.
| tren           | destino         | origen                 | observaciones                                                       | frecuencia       |
| -------------- | --------------- | ---------------------- | ------------------------------------------------------------------- | ---------------- |
| BORE/BOUL      | La Défense      | Marne la Vallée-Chessy | Ómnibus Circula si se rompe la interconexión en Nanterre-Préfecture | 10/15 min        |
| BRIN           | La Défense      | Torcy                  | Ómnibus                                                             | 3 trenes diarios |
| UDRE/UDON      | Cergy-Le Haut   | Marne la Vallée-Chessy | No efectúa parada en Bry-sur-Marne ni Neuilly-Plaisance             | 10 min           |
| ULLE           | Cergy-le Haut   | Torcy                  | no efectúa parada en Houilles-Carrières ni Maisons-Laffitte         | 1 tren diario    |
| UPAL/UPIR      | Cergy-Le Haut   | Marne la Vallée-Chessy | Ómnibus                                                             | 20/30 min        |
| TEDY/TERI/TETE | Poissy          | Marne la Vallée-Chessy | Ómnibus                                                             | 20/30 min        |
| YVAN           | Rueil-Malmaison | Marne la Vallée-Chessy | Ómnibus                                                             | último tren      |

| tren | destino         | origen                 | observaciones                                                                         | frecuencia       |
| ---- | --------------- | ---------------------- | ------------------------------------------------------------------------------------- | ---------------- |
| BORA | La Défense      | Marne la Vallée-Chessy | Ómnibus                                                                               | 2 trenes diarios |
| BTON | La Défense      | Marne la Vallée-Chessy | no efectúa parada en Lognes ni Bry-sur-Marne                                          | 1 tren diario    |
| TBON | Poissy          | Marne la Vallée-Chessy | no efectúa parada en Val d'Europe, Bussy-Saint-Georges, Noisy-Champs ni Bry-sur-Marne | 1 tren diario    |
| TFIL | Poissy          | Marne la Vallée-Chessy | no efectúa parada en Lognes ni Bry-sur-Marne                                          | 1 tren diario    |
| THEO | Poissy          | Torcy                  | no efectúan parada en Sartrouville                                                    | 2 trenes diarios |
| TIKY | Poissy          | Marne la Vallée-Chessy | no efectúa parada en Bry-sur-Marne ni Neuilly-Plaisance                               | 10 min           |
| TNOR | Poissy          | Marne la Vallée-Chessy | no efectúa parada en Val-d'Europe, Bussy-Saint-Georges, Noisy-Champs ni Sartrouville  | 10 min           |
| TROL | Poissy          | Torcy                  | Ómnibus                                                                               | 3 trenes diarios |
| TYPO | Poissy          | Marne la Vallée-Chessy | no efectúa parada en Sartrouville                                                     | 1 tren diario    |
| UBOS | Cergy-Le Haut   | Torcy                  | Ómnibus                                                                               | 3 trenes diarios |
| UKRA | Cergy-Le Haut   | Marne la Vallée-Chessy | no efectúa parada en Val-d'Europe, Bussy-Saint-Georges ni Noisy-Champs                | 2 trenes diarios |
| UMID | Cergy-Le Haut   | Marne la Vallée-Chessy | no efectúa parada en Bry-sur-Marne, Houilles-Carrières ni Maisons-Laffitte            | 2 trenes diarios |
| UVAR | Cergy-Le Haut   | Marne la Vallée-Chessy | no efectúa parada en Lognes, Bry-sur-Marne, Houilles-Carrières ni Maisons-Laffitte    | 10 min           |
| UZAL | Cergy-Le Haut   | Torcy                  | no efectúa parada en Noisy-Champs                                                     | 1 tren diario    |
| YCAR | Rueil-Malmaison | Torcy                  | no efectúa parada en Noisiel, Neuilly-Plaisance ni Nanterre-Préfecture                | 10 min           |
| YGOR | Rueil-Malmaison | Marne la Vallée-Chessy | no efectúa parada en Noisiel, Neuilly-Plaisance ni Nanterre-Préfecture                | 1 tren diario    |

### Trenes en dirección oeste
Algunos trenes en hora punta terminan su recorrido en esta estación, el resto continúan hasta la estación de Marne la Vallée-Chessy.
| Tren      | origen          | observaciones                                                       | frecuencia  |
| --------- | --------------- | ------------------------------------------------------------------- | ----------- |
| QIWI/QIKY | Cergy-Le Haut   | No efectúa parada en Neuilly-Plaisance ni Bry-sur-Marne             | 10 min      |
| QORU/QODE | La Défense      | Ómnibus Circula si se rompe la interconexión en Nanterre-Préfecture | 10/20 min   |
| QUDO/QURE | Poissy          | Ómnibus                                                             | 20/30 min   |
| QYEN/QYAN | Cergy-Le Haut   | Ómnibus                                                             | 20 min      |
| QVAS      | Rueil-Malmaison | Ómnibus                                                             | primer tren |

| Tren      | origen        | observaciones | frecuencia |
| --------- | ------------- | --- | ---------- |
| QAHA      | Poissy        | No efectúa parada en Sartrouville, Bry-sur-Marne, Noisiel ni Lognes                                                 | 10 min     |
| QENO/QEVA | Poissy        | No efectúa parada en Neuilly-Plaisance ni Bry-sur-Marne                                                             | 10 min     |
| QHIR      | La Défense    | No efectúa parada en Neuilly-Plaisance ni Bry-sur-Marne Circula si se rompe la interconexión en Nanterre-Préfecture | 10 min     |
| QIWI/QIKY | Cergy-Le Haut | No efectúa parada en Neuilly-Plaisance ni Bry-sur-Marne                                                             | 10 min     |
| QBIK      | Poissy        | No efectúa parada en Sartrouville ni Bry-sur-Marne                                                                  | 10 min     |

Desde el 4 de febrero de 2008 los trenes que terminaban en Torcy en hora valle continúan hasta el final del ramal A4 aumentando así la frecuencia de 20 min a 10 min entre Torcy y Marne la Vallée-Chessy.